# هاآرتص
هاآرتص (به عبری: הָאָרֶץ‎، به معنای «سرزمین»، اشاره به سرزمین اسرائیل) است. از قدیمی‌ترین و چپ‌گراترین روزنامه های عبری چاپ اسرائیل است که از سال ۱۹۱۹ و حدود ۳۰ سال پیش از تشکیل کشور اسرائیل منتشر می‌شود. روزنامه هاآرتص به زبان عبری و زبان انگلیسی —که ترجمه مقالات و مطالب عبری روزنامه است—منتشر می‌شود. روزنامه هاآرتص به دلیل نوع دیدگاه، دارای خوانندگانی از سراسر جهان است. دفتر اصلی روزنامه هاآرتص در شهر تل‌آویو قرار دارد.
در مقایسه با روزنامه‌های معاریو و یدیعوت احرونوت که از شمارگان بسیار بالایی برخوردار هستند، روزنامهٔ هاآرتص شمارگان پایین‌تری دارد. اما خوانندگان آن بیشتر از قشر تحصیل‌کرده جامعه اسرائیل هستند. روزنامه هاآرتص همچنین توجه بسیاری به موضوعات هنری، اجتماعی و فرهنگی دارد.
دانشنامه بریتانیکا، روزنامه هاآرتص را پرنفوذترین روزنامه اسرائیلی معرفی کرده است.این روزنامه به گرفتن مواضع چپ‌گرایانه شهرت دارد.

## تاریخچه
روزنامه هاآرتص فعالیت خود را در سال ۱۹۱۸ با حمایت دولت نظامی بریتانیا در فلسطین آغاز کرد. یک سال بعد، در سال ۱۹۱۹، گروهی از صهیونیسم کارگری، عمدتاً از روسیه، مالکیت آن را به دست گرفتند. این روزنامه که ابتدا «حدشوت هاآرتص» به معنای «اخبار سرزمین» نام داشت و توسط گروهی از بازرگانان از جمله اسحاق لیب گلدبرگ تأسیس شد، بعدها به سادگی به «هاآرتص» کوتاه شد. بخش ادبی آن به سرعت نویسندگان برجسته عبری آن زمان را به خود جذب کرد و در ابتدا در اورشلیم منتشر می‌شد. به دلیل مشکلات مالی برای مدت کوتاهی تعطیل شد، اما در اوایل سال ۱۹۲۳ در تل‌آویو با سردبیری موشه گلیکسون که ۱۵ سال این سمت را بر عهده داشت، دوباره آغاز به کار کرد.
در طول دهه‌های ۱۹۲۰ و ۱۹۳۰، دیدگاه لیبرال هاآرتص تا حدی با جناح «الف» صهیونیست‌های عمومی مرتبط بود، اگرچه این روزنامه غیرحزبی باقی ماند و از حمایت از هر خط مشی حزبی خاصی اجتناب می‌کرد. هاآرتص در آن زمان به عنوان پیچیده‌ترین روزنامه در میان نشریات یه‌شو (جامعه یهودی در فلسطین قبل از تأسیس اسرائیل) شناخته می‌شد. در سال ۱۹۳۵، سالمان شوکن، یک تاجر یهودی که پس از به قدرت رسیدن حزب ناسیونال سوسیالیست کارگران آلمان را ترک کرده بود، روزنامه را خریداری کرد. او از حامیان «بریت شالوم» بود که از همزیستی یهودیان و اعراب حمایت می‌کرد. پسرش، گرشوم شوکن، در سال ۱۹۳۹ سردبیر اصلی شد و تا زمان مرگش در سال ۱۹۹۰ این سمت را حفظ کرد.
خانواده شوکن تا سال ۲۰۰۶ تنها مالکان گروه هاآرتص بودند، تا اینکه ۲۵ درصد از سهام خود را به ناشر آلمانی ام. دومونت شاوبلگ فروختند. این معامله در اسرائیل جنجال‌برانگیز تلقی شد، زیرا پدر دومونت شاوبلگ، کورت نون دومونت، عضو حزب نازی بود و انتشارات او ایدئولوژی نازی را ترویج می‌کرد. در سال ۲۰۱۱، لئونید نوزلین، تاجر روسی-اسرائیلی، ۲۰ درصد از سهام گروه هاآرتص را خریداری کرد و در سال ۲۰۱۹، خانواده شوکن تمام سهام دومونت شاوبلگ را بازخرید کردند و مالکیت خود را به ۷۵ درصد رساندند، در حالی که ۲۵ درصد باقی‌مانده در اختیار نوزلین باقی ماند.
در اکتبر ۲۰۱۲، یک اعتصاب اتحادیه‌ای در اعتراض به برنامه‌های تعدیل نیرو توسط مدیریت هاآرتص، باعث یک روز توقف در انتشار هاآرتص و مکمل تجاری آن، «د مارکر»، شد که اولین بار از سال ۱۹۶۵ بود که روزنامه‌ای به دلیل اعتصاب منتشر نمی‌شد. اخیراً، در ۲۴ نوامبر ۲۰۲۴، دولت اسرائیل دستور تحریم هاآرتص را توسط مقامات دولتی و هر نهاد تحت حمایت دولت صادر کرد و تبلیغات دولتی با این روزنامه را ممنوع کرد. این اقدام در پی انتشار مجموعه تحقیقاتی توسط هاآرتص در مورد سوءرفتارها یا سوءاستفاده‌های مقامات ارشد و نیروهای دفاعی اسرائیل صورت گرفت که این روزنامه را در معرض حملات دولت فعلی قرار داده است.

## تحلیل‌گران روزنامه هاآرتص
از تحلیل‌گران برجسته امور نظامی-امنیتی روزنامه هاآرتص، می‌توان زئیو شیف، یوسی ملمن آلوف بن، و زوی بر-اِل را نام برد.